# Les Princes des villes
Singles de Michel Berger
Voyou
(1983) Lumière du jour
(1983)
Clip vidéo
[vidéo] « Les Princes des Villes (Clip officiel) », sur YouTube
Les Princes des villes est une chanson de variété française composée, interprétée et produite par Michel Berger et deuxième extrait de l'album Voyou, sorti en 1983 chez le label Apache et distribué par WEA.

## Genèse et développement
Selon Michel Berger, la chanson est « un regard vrai sur l’aspect superficiel de la vie des stars », mais aussi une « retranscription du plaisir de la scène », ce qui explique l'aspect hybride des Princes des villes, qui commence en studio pour finir sous une forme « live ».

## Sortie et accueil
Morceau important pour l'artiste, Les Princes des villes sort en single 45 tours au début du mois de novembre 1983, comme deuxième extrait de l'album Voyou, sorti neuf mois auparavant. Bien que la version album dure près plus de six minutes, la version single a été raccourcie de deux minutes. À l'origine, Berger ne voulait sortir aucun extrait de l'album en single, mais cédant à sa maison de disques, WEA, il accepte.
La chanson entre dans le classement des ventes de singles à la 73e place à partir de la semaine du 9 au 15 janvier 1984. Néanmoins, sa progression dans les charts reste modeste, mais parvient à atteindre la 32e place la semaine du 27 février au 4 mars 1984, ce qui sera sa meilleure position dans le classement, alors qu'il atteint à la même période la 15e place du Hit-parade radiophonique de RMC, tandis que la semaine suivante il n'arrive qu'à se positionner à la 30e place du Hit-parade de RTL. Le titre quitte le classement début avril 1984 avec une 75e place et des ventes estimées à plus de 87 000 exemplaires durant ses douze semaines de présence, un score en deçà de celui du premier extrait, Voyou, qui s'était vendu à plus de 200 000 exemplaires. 

### Classements
| Classement (1984) | Meilleure place |
| ----------------- | --------------- |
| France (IFOP)     | 32              |

| Classement (2018) | Meilleure place |
| ----------------- | --------------- |
| France (SNEP)     | 185             |